# Gaoual (prefectuur)
Gaoual is een prefectuur in de regio Boké van Guinee. De hoofdstad is Gaoual. De prefectuur heeft een oppervlakte van 11.250 km² en heeft 193.612 inwoners.
De prefectuur ligt in het noordwesten van het land aan de grens met Guinee-Bissau. Tussen de steden Boké, Labé, Télimélé en Koundara ligt een grotendeels heuvelachtige savannelandschap die gevormd wordt door de rivieren de Koumba en de Nomo. Deze beslaat een groot deel van de prefectuur. De meerderheid van de bevolking bestaat uit islamitische Fulani (Peul), Landuma en Tyapi.
De regio leeft voornamelijk van de landbouw. Er wordt vee gehouden en er worden pinda's, rijst, gierst en katoen verbouwd. In de stad Gaoual, met zo'n 6.400 inwoners, zijn landbouwproducten en producten voor dagelijks gebruik te koop. Er zijn ook natuurlijke hulpbonnen zoals bauxiet en ijzererts.

## Subprefecturen
De prefectuur is administratief verdeeld in 8 sub-prefecturen:

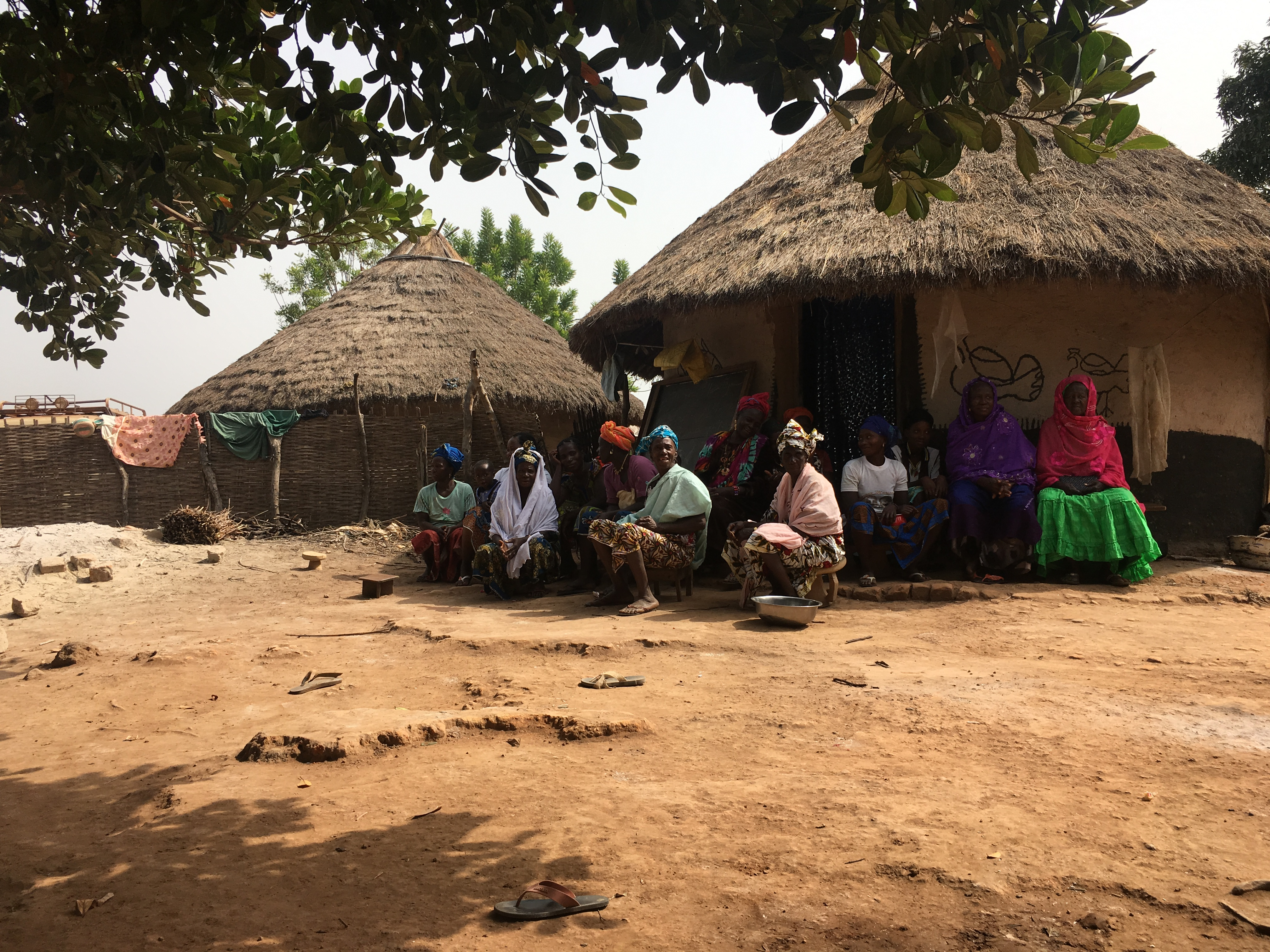
Dorp in de prefectuur Gaoual

1. Gaoual-Centre
2. Foulamory
3. Kakony
4. Koumbia
5. Kounsitel
6. Malanta
7. Touba
8. Wendou M'Bour